# El inca
El Inca é um filme de drama venezuelano de 2016 dirigido e escrito por Ignacio Castillo Cottin. Foi selecionado como representante de seu país ao Oscar de melhor filme estrangeiro em 2018.

## Elenco
- Alexander Leterni - Edwin Valero
- Scarlett Jaimes - Joselin
- Miguel Ferrari - Zambrano
- Daniela Bueno - Wendy